# Monochoria vaginalis
Monochoria vaginalis är en vattenhyacintväxtart som först beskrevs av Nicolaas Laurens Nicolaus Laurent Burman, och fick sitt nu gällande namn av Karel Presl. Monochoria vaginalis ingår i släktet Monochoria och familjen vattenhyacintväxter. IUCN kategoriserar arten globalt som livskraftig. Inga underarter finns listade.

## Bildgalleri

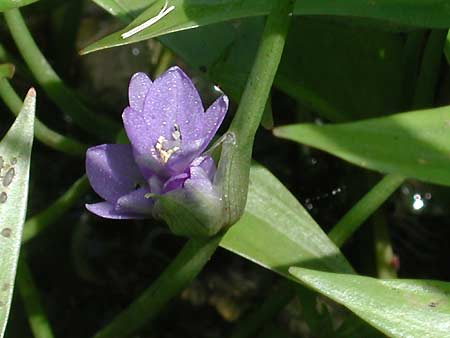
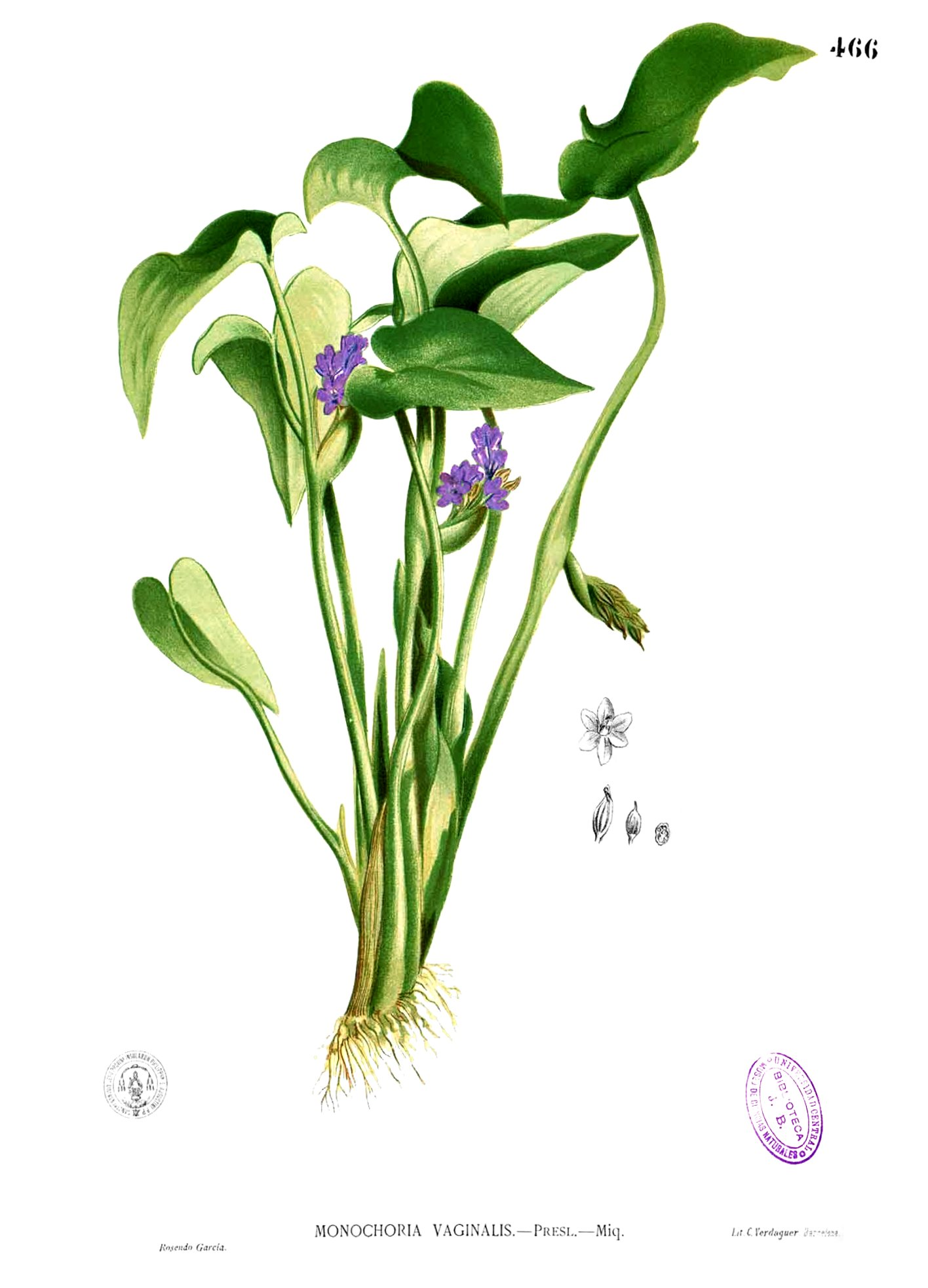
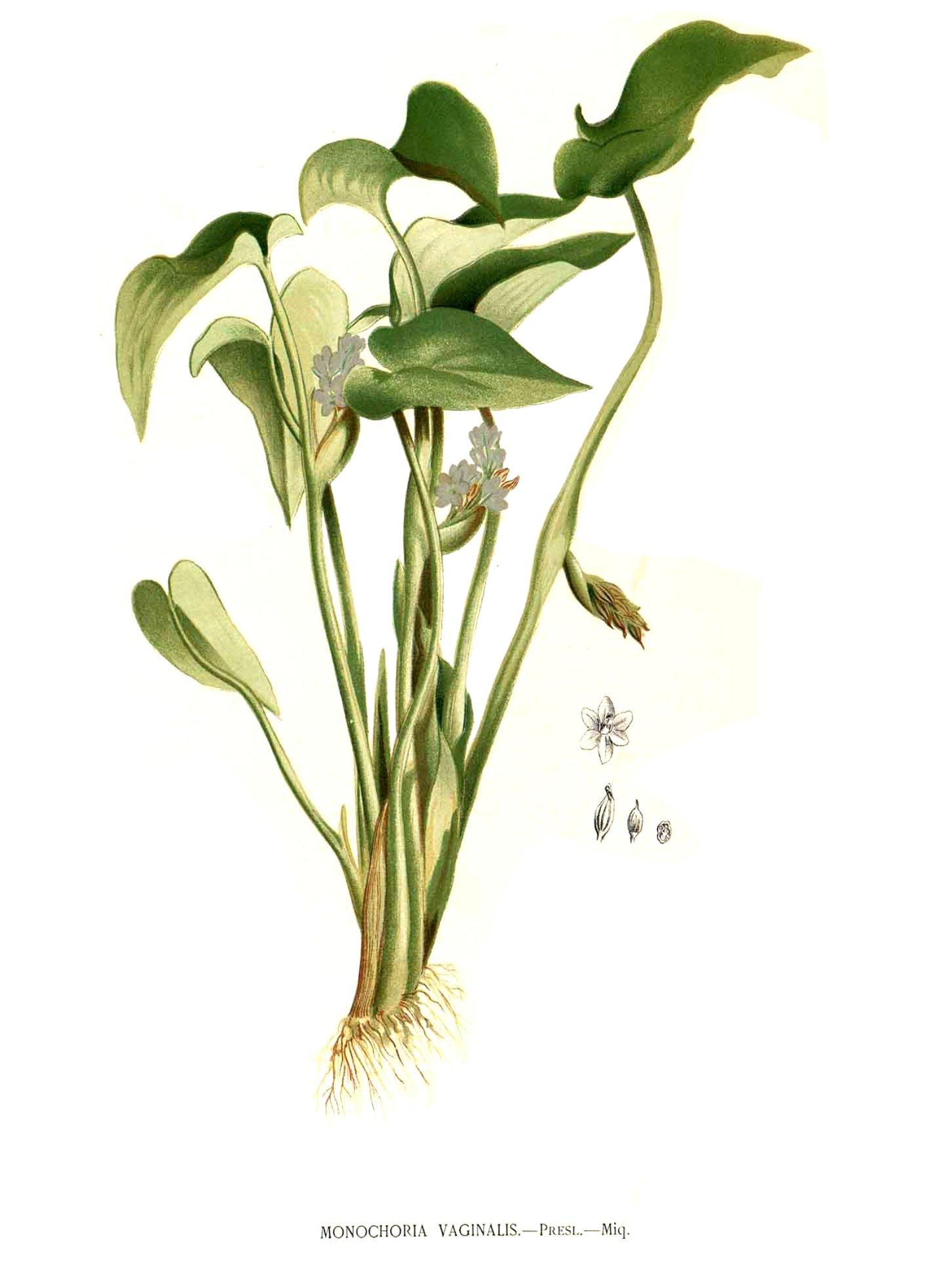